# Logan Medal
Die Logan Medal ist die höchste Auszeichnung der Geological Association of Canada. Sie ist nach William Edmond Logan benannt.

## Preisträger
- 1964 James Edwin Hawley
- 1965 Walter A. Bell
- 1966 Henry C. Gunning
- 1967 James E. Gill
- 1968 John Tuzo Wilson
- 1969 James M. Harrison
- 1970 Duncan R. Derry
- 1971 Thomas Henry Clark
- 1972 Robert Legget
- 1973 Clifford H. Stockwell
- 1974 Yves Fortier
- 1975 Edward A. Irving
- 1976 R. J. W. Douglas
- 1977 Anthony R. Barringer
- 1978 Aleksis Dreimanis
- 1979 Raymond Thorsteinsson
- 1980 Gerard V. Middleton
- 1981 William S. Fyfe
- 1982 Charles R. Stelck
- 1983 John Oliver Wheeler
- 1984 David W. Strangway
- 1985 Raymond A. Price
- 1986 Michael John Keen
- 1987 Digby McLaren
- 1988 Harold Williams
- 1989 Thomas Edvard Krogh
- 1990 Richard Lee Armstrong
- 1991 J. Ross Mackay
- 1992 Paul F. Hoffman
- 1993 Petr Černý
- 1994 Anthony J. Naldrett
- 1995 Jan Veizer
- 1996 Frank C. Hawthorne
- 1997 Eric W. Mountjoy
- 1998 Donald F. Sangster
- 1999 Roger G. Walker
- 2000 Hu Gabrielse
- 2001 Stephen E. Calvert
- 2002 James Monger
- 2003 Fred Longstaffe
- 2004 Stewart Blusson
- 2005 Ronald M. Clowes
- 2006 Claude Hillaire-Marcel
- 2007 John J. Clague
- 2008 James M. Franklin
- 2009 Noel James
- 2010 Christopher R. Barnes
- 2011 Anthony E. Williams-Jones
- 2012 Robert Kerrich
- 2013 S. George Pemberton
- 2014 Andrew Miall
- 2015 Richard A. F. Grieve
- 2016 Brian Jones
- 2017 Roy Hyndman
- 2018 Barbara Sherwood Lollar
- 2019 Cees van Staal
- 2020 Margot McMechan
- 2021 Kurt Konhauser
- 2022 Brendan Murphy
- 2023 Sandra L. Kamo
- 2024 Sandra Barr
- 2025 Galen Halverson